# Буньковське сільське поселення
Бунько́вське сільське поселення (рос. Буньковское сельское поселение) — муніципальне утворення у складі Упоровського району Тюменської області, Росія.
Адміністративний центр — село Буньково.

## Населення
Населення — 1190 осіб (2020; 1230 у 2018, 1240 у 2010, 1266 у 2002).

## Склад
До складу поселення входять такі населені пункти:
| Населений пункт         | Населення, осіб (2002) | Населення, осіб (2010) |
| ----------------------- | ---------------------- | ---------------------- |
| Буньково, село          | 448                    | 476                    |
| Короткова, присілок     | 153                    | 151                    |
| Механізаторів, селище   | 219                    | 197                    |
| Морево, село            | 142                    | 106                    |
| Осеєва, присілок        | 109                    | 114                    |
| Петропавловка, присілок | 195                    | 196                    |